# Талейраны
Талейран-Перигоры (фр. Talleyrand-Perigord) — французский аристократический род, один из самых старинных и титулованных во Франции.

## Происхождение
Историческая область Перигор расположена на юго-западе Франции и известна по крайней мере со времён Каролингов. В 778 году Карл Великий сделал Перигор графством и первым графом утвердил некоего Видбальда. Одним из его преемников был граф Бозон Старый, живший в X веке (точные даты жизни неизвестны). Талейраны ведут свой род именно от него, а имя Бозон, считаясь у них родовым, периодически использовалось в семье даже в XIX веке. Другим постоянно повторяющемся в роду именем было имя Эли.
Талейраны, будучи младшей ветвью рода графов Перигорских, владели деревней и замком Гриньоль. На 1226 год они по-прежнему являлись вассалами графов Перигора. Позднее им пришлось официально доказывать своё происхождение от графов Перигорских, которое было признано королевской комиссией в 1613 году (и соответствующий документ выдан Даниэлю де Талейрану). Однако только в 1750 году генерал Габриэль де Талейран (1726—1795), граф Гриньоль, начал использовать фамилию Талейран-Перигор, прямо прибавив «Перигор» к своей фамилии. Однако столь знатное происхождение Талейранов неоднократно оспаривалось, в том числе в памфлетах, направленных против самого знаменитого представителя рода — наполеоновского министра Шарля Мориса.
Первый достоверно известный историкам сегодня представитель рода, Бозон, сеньор Гриньоля, упоминается в документах в 1245 году. Его сыном был Эли, следующий синьор Гриньоля, оруженосец графа Перигорского. Их связь с Бозоном Старым вполне вероятна, однако по документам (в силу их отсутствия) не прослеживается.

## История рода
Первым представителем рода Талейранов, приобретшим общефранцузскую известность, был Эли де Талейран (1301—1364), исключительно влиятельный кардинал эпохи Авиньонского пленения пап. Кардинал Талейран неоднократно участвовал в выборах пап, выполнял дипломатические поручения, состоял в переписке с Петраркой. Именно от лица Эли де Талейрана, «делателя пап», в седьмой книге серии «Проклятые короли» Мориса Дрюона ведётся рассказ о событиях Столетней войны.
Следующим, спустя двести лет, прославился Анри де Талейран, граф де Шале. Он организовал неудачное покушение на кардинала Ришельё и был за это казнён.
В XVIII — начале XIX века род Талейранов пережил свой расцвет. Среди его представителей этого времени — генерал-лейтенант Габриэль де Талейран-Перигор, кардинал Александр-Анжелик де Талейран-Перигор, всемирно известный государственный деятель Шарь-Морис де Талейран-Перигор, генерал-лейтенант Эдмон де Талейран-Перигор, племянник Шарля Мориса.
В этот период род, в лице Шарля Мориса, получил три герцогских титула (Талейран, Саган и Дино) и огромные богатства, значительную часть которых у бездетного дяди унаследовал Эдмон де Талейран. Его внук, Бозон де Талейран-Перигор, герцог Саган и герцог Талейран (1832—1910) считался образцовым аристократом, денди и светским львом своей эпохи. Он был знаком с писателем Марселем Прустом и считается прототипом одного из его персонажей. Его младший сын, Бозон, граф Перигор (1867—1952) стал сперва автогонщиком, а затем — организатором автогонок на приз своего имени. Старший сын, Эли де Талейран-Перигор (1859—1937) вел аристократический образ жизни, однако его единственный сын, Говард, покончил жизнь самоубийством в 20 лет.
На дочери Эли, Виолетте Талейран (1915—2003), род Талейранов пресёкся по женской линии (ещё раньше (в 1968 году?) — по мужской). Значительная часть собственности Талейранов была продана на торгах аукционого дома Christie's в 2002 и 2005 годах. Тем не менее, тогда же, в 2005 году сын Виолетты Талейран прибавил фамилию Талейран-Перигор к своей фамилии, чтобы сохранить прославленный род.

## Герцоги Талейран (старшая линия)
- Шарль-Морис де Талейран-Перигор (1754—1838).
- Эдмон де Талейран-Перигор (1787—1872), племянник предыдущего.
- Наполеон Луи де Талейран-Перигор (1811—1898).
- Бозон де Талейран-Перигор (фр.; 1832—1910).
- Эли де Талейран-Перигор (фр.; 1859—1937).
- Поль Луи Мари Бозон де Талейран-Перигор (1867—1952) — младший брат предыдущего.
- Эли де Талейран-Перигор (1882—1968), 7-й герцог Талейран, 7-й герцог Дино, сын предыдущего, племянник пятого герцога.

## Титулы рода Талейран
- Герцог Талейран
- герцог Саган
- Герцог Дино
- принц (князь) Беневенто

## Замки, в разное время принадлежавшие Талейранам

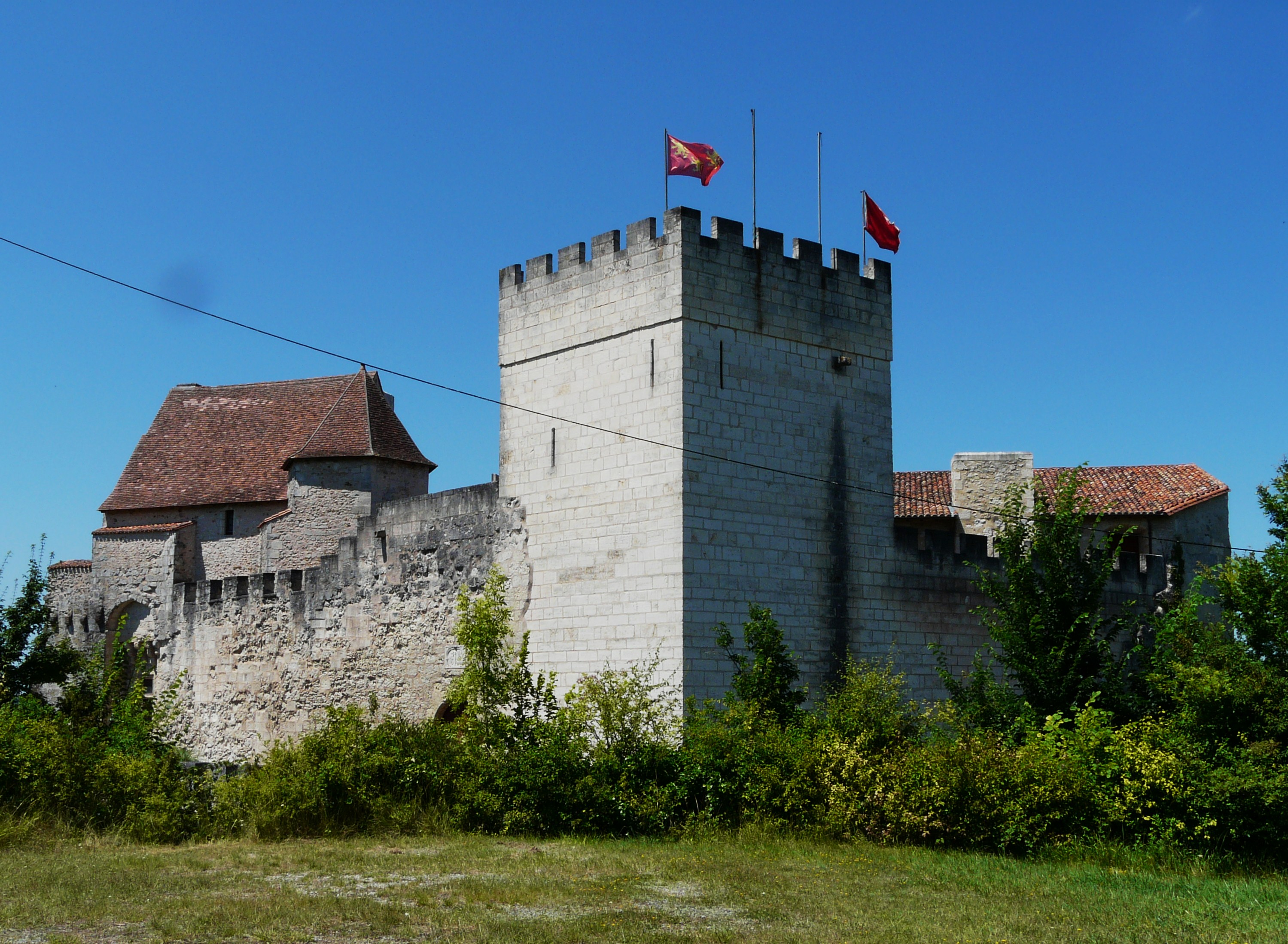
Замок Гриньоль
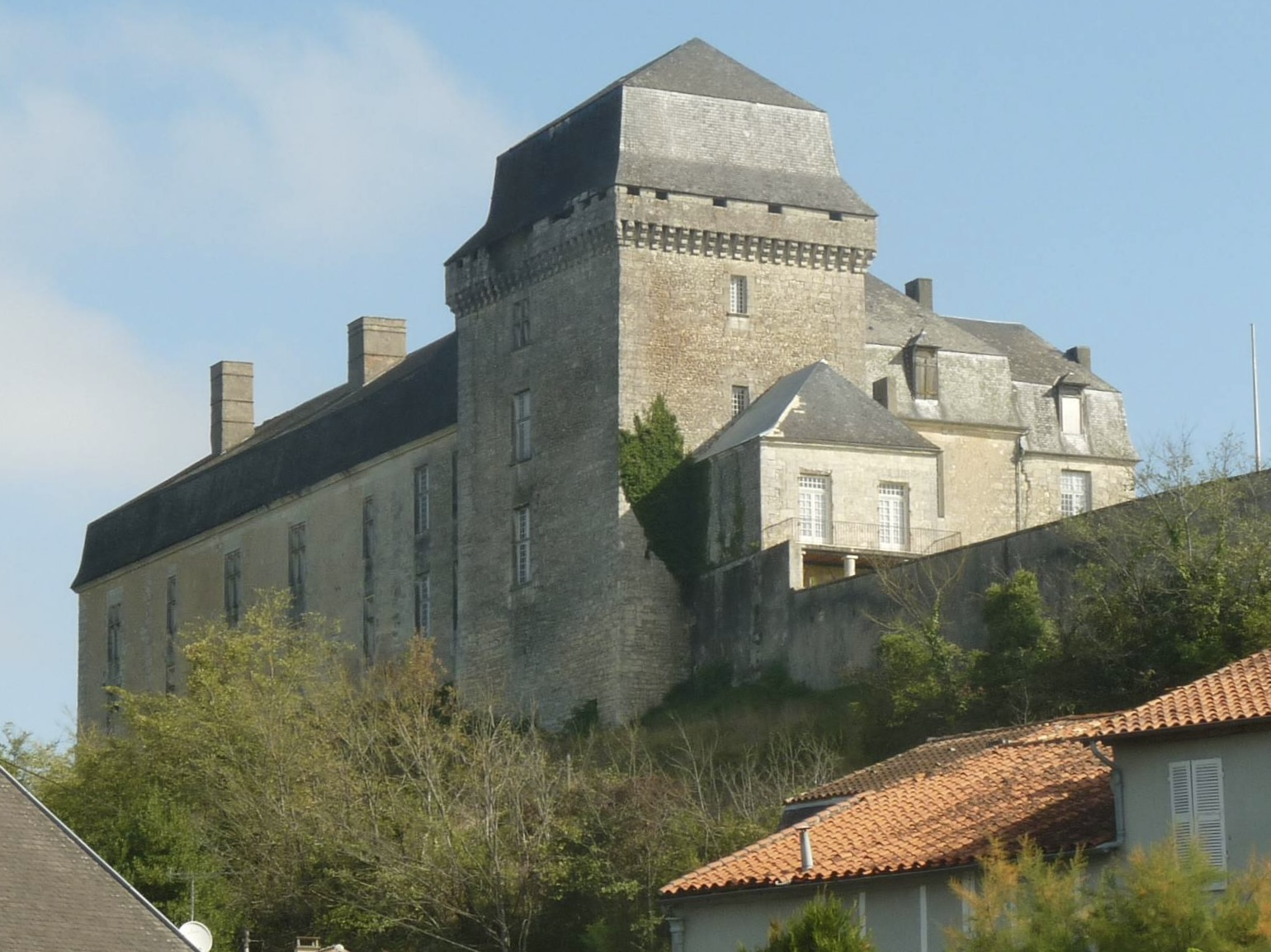
Замок Шале (фр.)
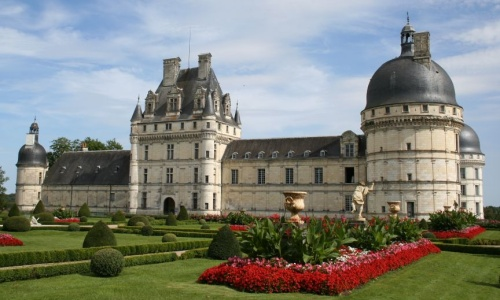
Замок Валансе
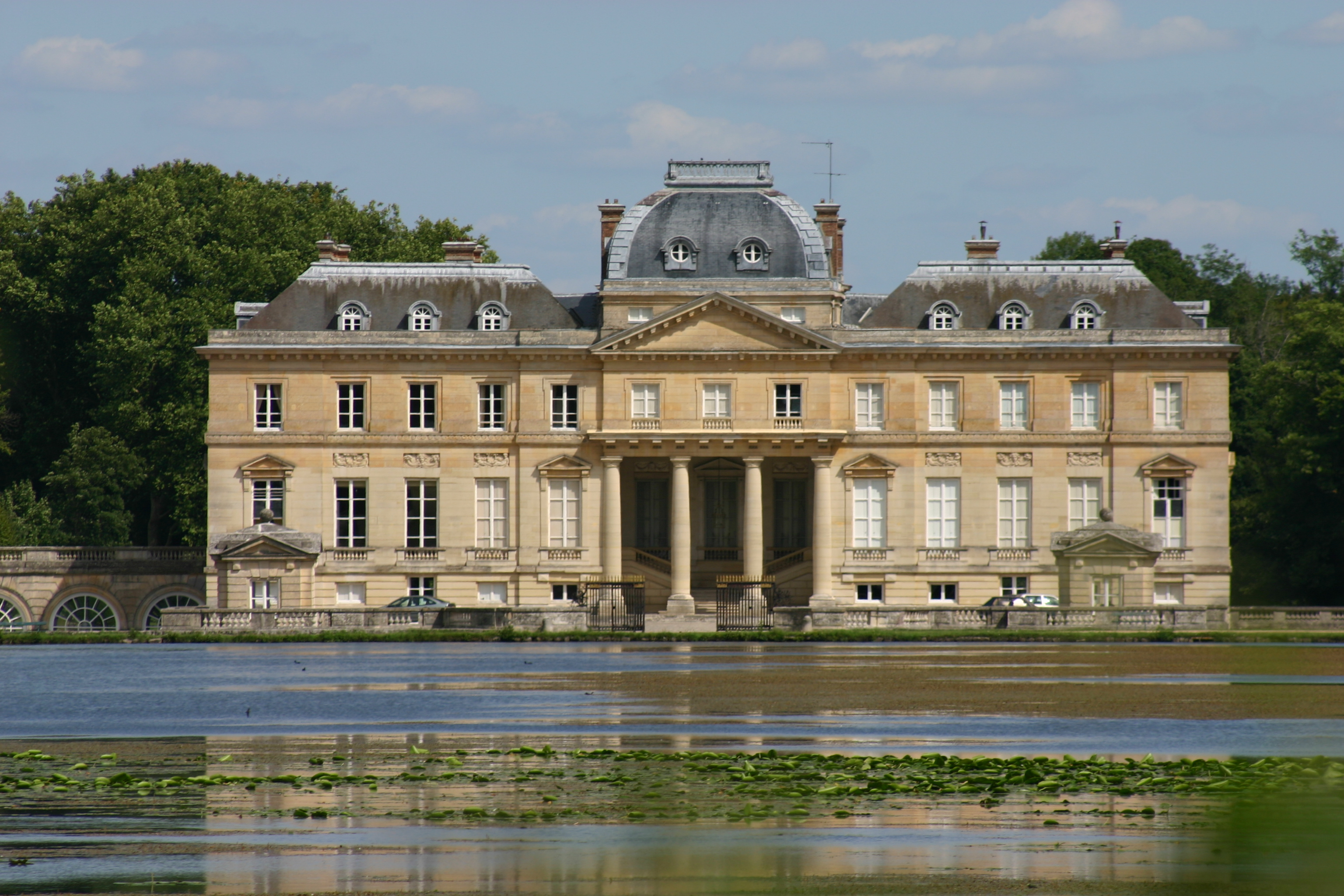
Замок Марэ (фр.)

## Представители рода Талейран

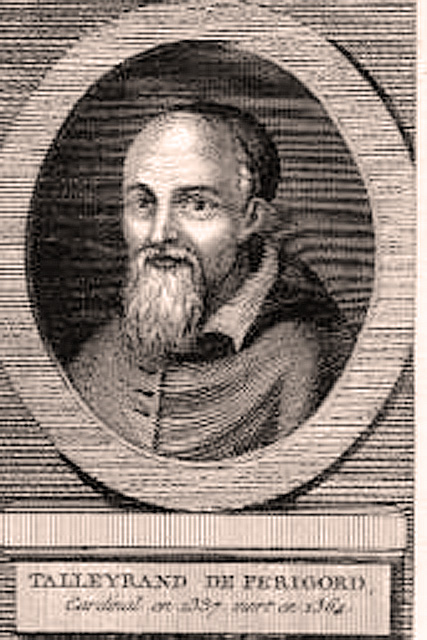
Кардинал Эли де Талейран.
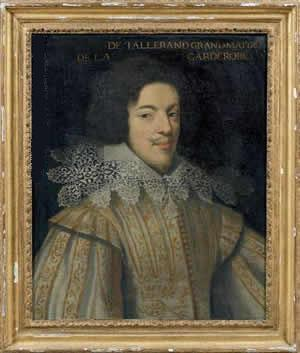
Анри де Талейран, граф де Шале.
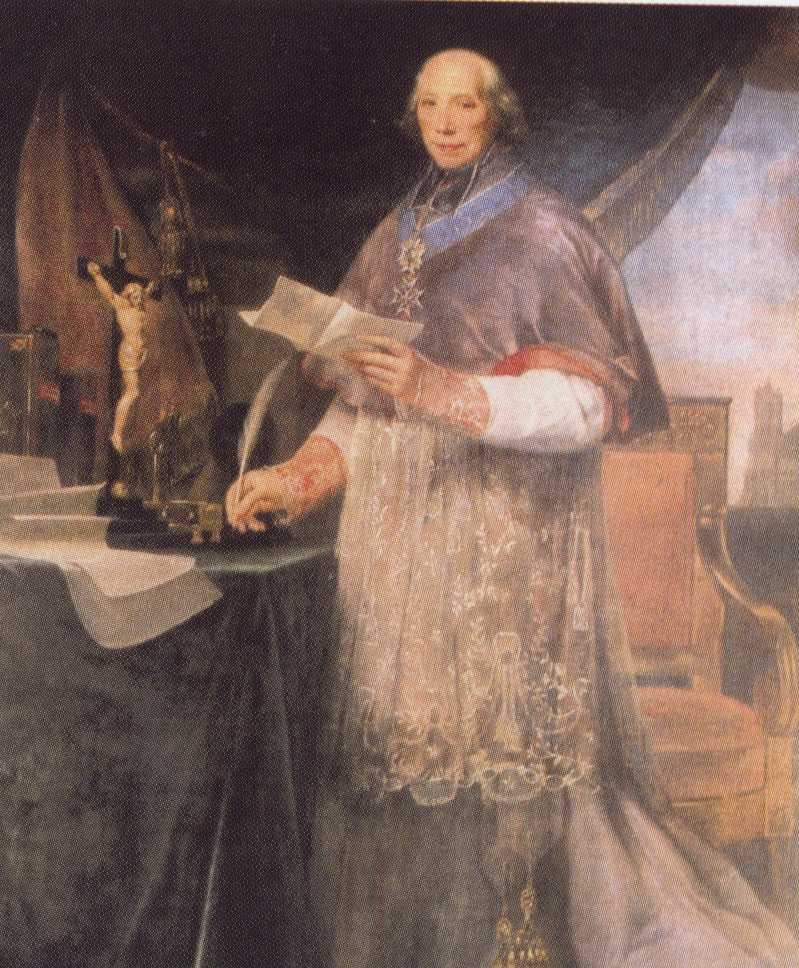
Кардинал Александр-Анжелик де Талейран-Перигор.
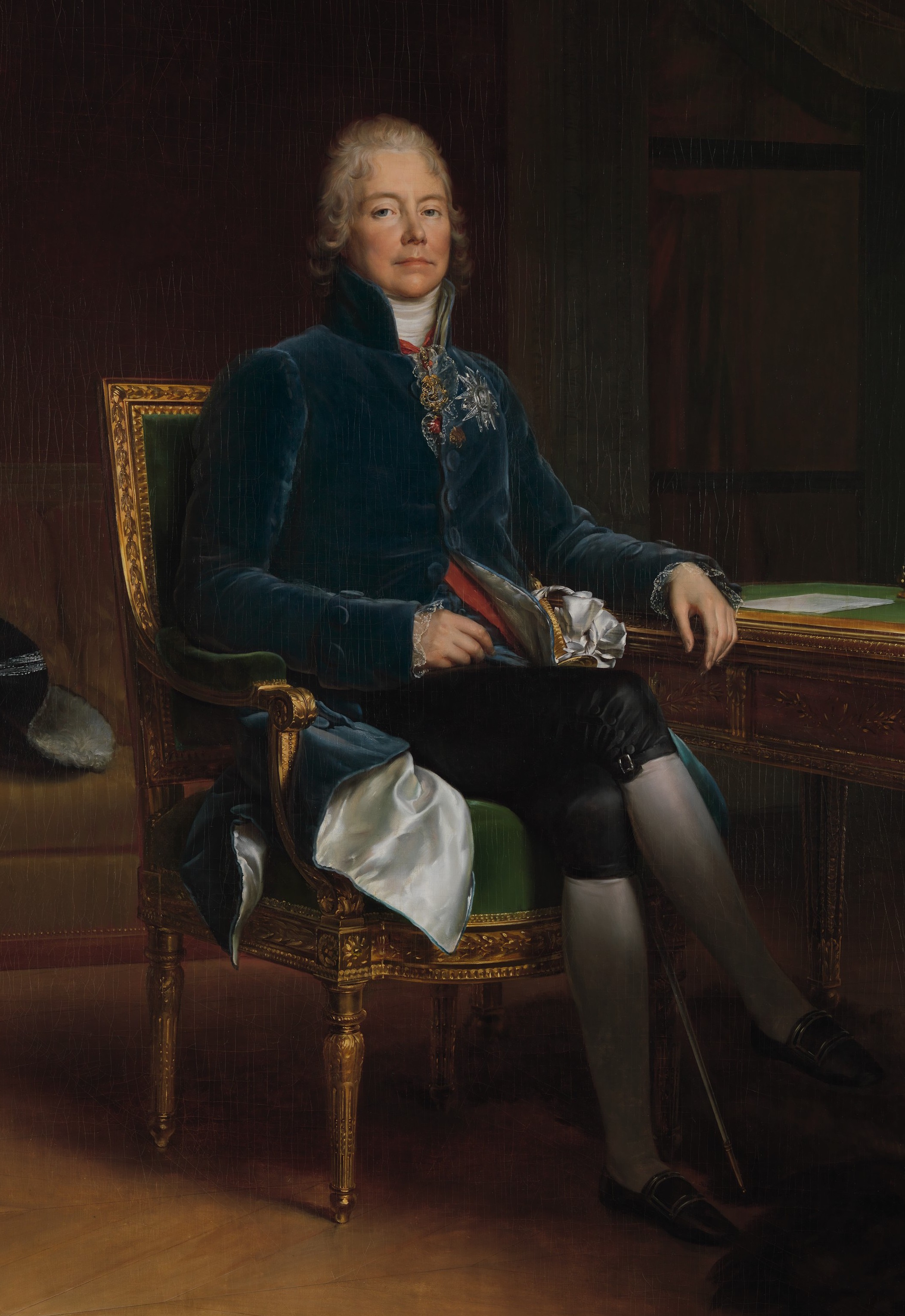
Шарль-Морис де Талейран-Перигор.
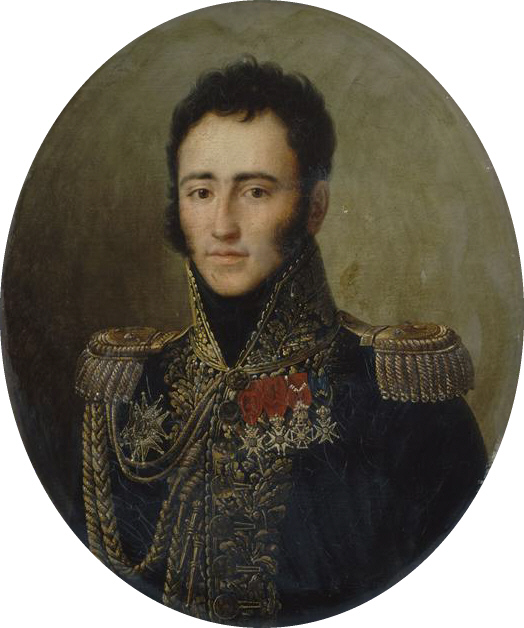
Эдмон де Талейран-Перигор.
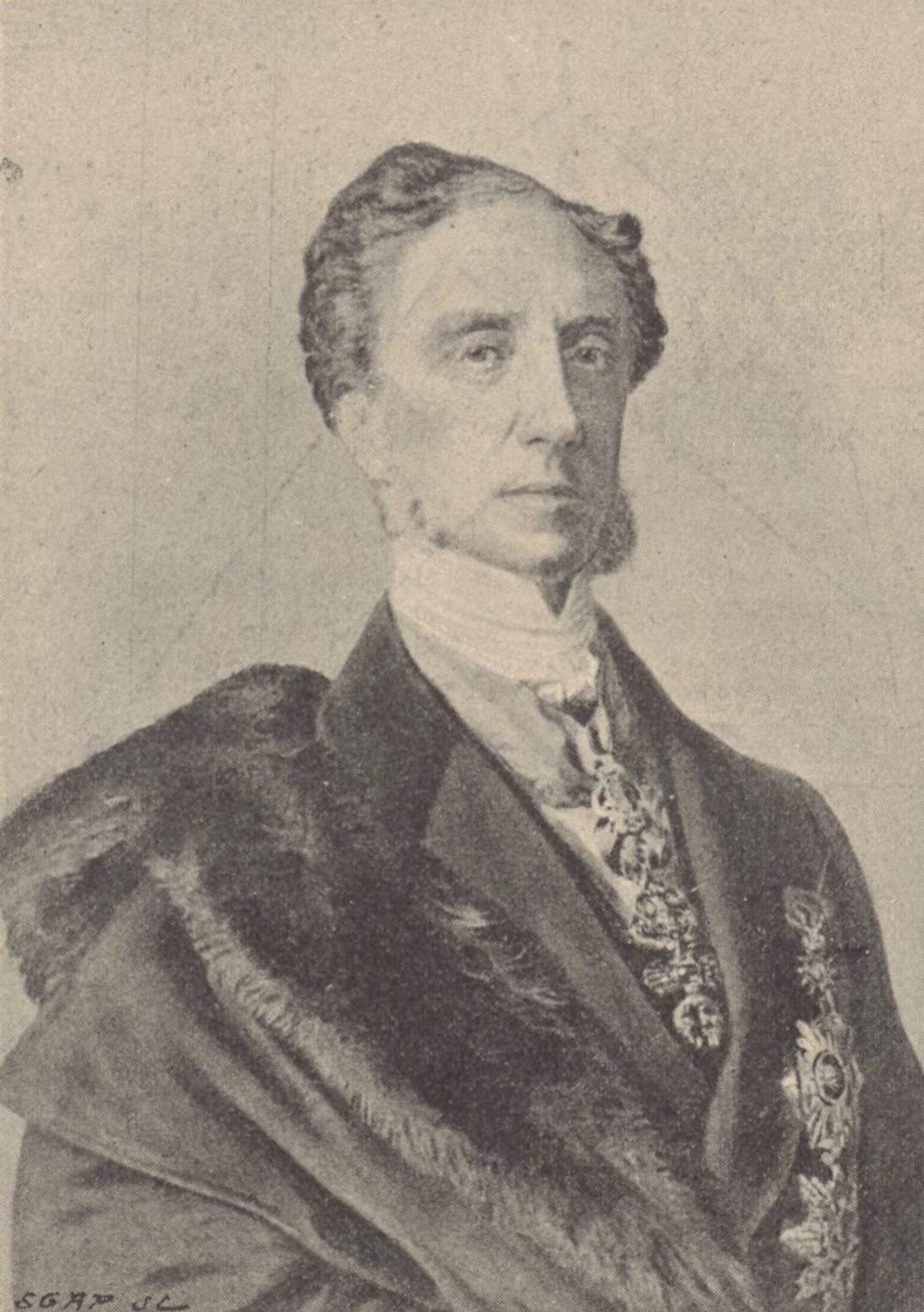
Наполеон Луи де Талейран-Перигор.
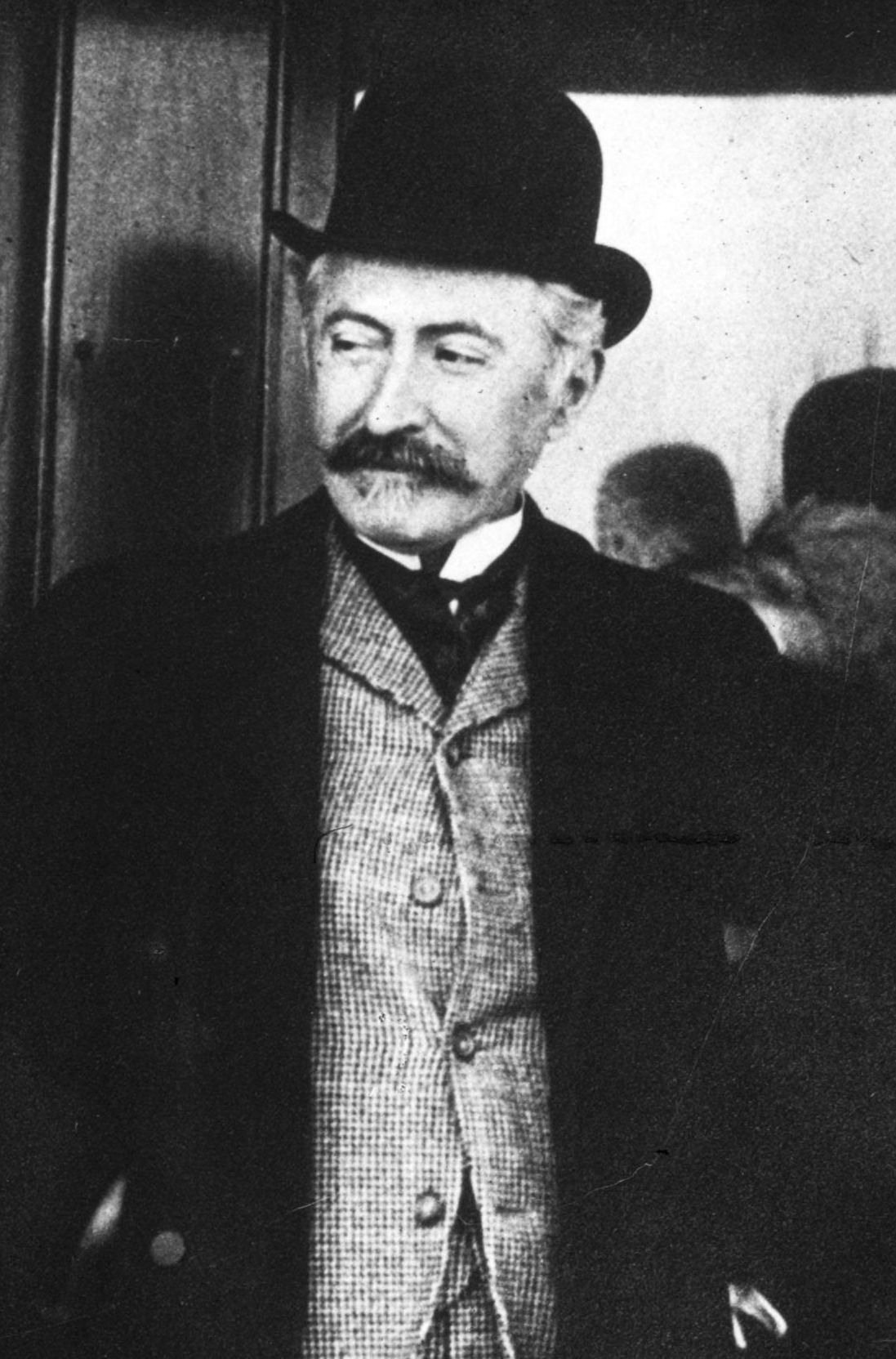
Бозон де Талейран-Перигор (фр.).
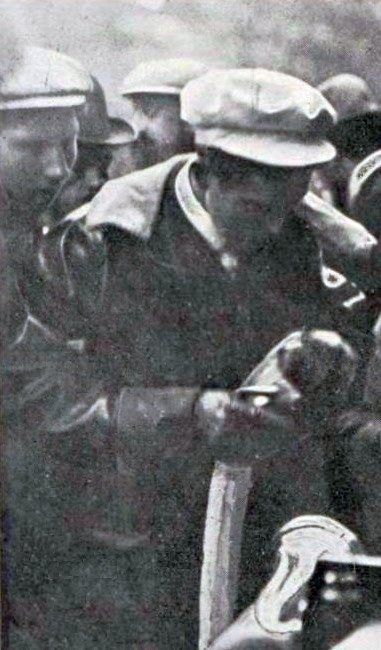
Поль Луи Мари Бозон де Талейран-Перигор во время автогонки Париж-Берлин.